# Ligwiąca
Ligwiąca – osada leśna w Polsce położona w województwie zachodniopomorskim, w powiecie choszczeńskim, w gminie Krzęcin. W latach 1975–1998 miejscowość administracyjnie należała do województwa gorzowskiego. W roku 2007 leśniczówka liczyła 7 mieszkańców. Miejscowość wchodzi w skład sołectwa Chłopowo.

## Geografia
Leśniczówka leży ok. 7 km na południowy zachód od Chłopowa.